# Abucay
Abucay là một đô thị cấp 4 ở tỉnh Bataan, Philippines. Theo điều tra dân số năm 2015, đô thị này có dân số 39.880 người trong.

## Các đơn vị hành chính
Abucay, về mặt hành chính, được chia thành 10 khu phố (barangay).
- Bangkal
- Calaylayan (Pob.)
- Capitangan
- Gabon
- Kabukiran
- Laon (Pob.)
- Mabatang
- Omboy
- Salian
- Wawa (Pob.)
- Ibayo